# RG-42手榴彈
RG-42（俄语：РГ-42）是一種由蘇聯在二戰期間緊急開發的一種高爆破片 (HE-Frag) 殺傷人員 (AP) 防禦手榴彈,设计目的是取代复杂的RG-41和RGD-33手榴弹，GRAU代码是57-Г-703М。
二战后继续在苏联和其盟国一起使用，直到1954年被RGD-5手榴弹取代。戰後這種手榴彈仍普遍在華沙條約中的國家的軍隊中服役。目前RG-42手榴彈早已不再使用，但在軍事倉庫中仍大量存在。由於炸藥的儲存壽命已到期，正在逐漸銷毀。

## 历史[2][3]
该手榴弹由设计师S.G.科爾舒諾夫（С. Г. Коршуновым ）开发。其設計複製了錫罐。這使得在戰爭期間不僅可以在國防企業組織大規模生產，而且可以在擁有沖壓、點焊設備的非專業企業如食品工業的罐頭工廠組織大規模生產。
与RGD-33不同，RG-42的组件易于生产和组装。除了引信需要专门制造以外，其零件很容易可手工组装。與著名的F-1手榴弹不同，RG-42不需要鑄造模具，也不需要工人的高度專業。只需要具備操作簡單縫紉機的技能，因此在二战时期的苏联主要是是由婦女和兒童組裝的。
另外生成本也比较经济，1944 年一个RG-42 的生產成本為 5.5 盧布，而 F-1手榴弹的生產成本幾乎是其三倍。
20世紀下半葉，RG-42随着苏联的军事援助在捷克斯洛伐克、波蘭、羅馬尼亞、保加利亞、南斯拉夫、朝鲜、越南、東德和中國扩散。
RG-42 一直生產到1955年，此後它在蘇聯退役，這些爆炸產品的數量仍未知。除了在衛國戰爭外，這種手榴彈還曾在韓戰和越戰中使用過。
重新激活的RG-42儲備在21世紀俄乌軍事衝突期間被使用。

## 性能[3]
RG-42的圓柱形铁皮罐长度为121毫米，直径54毫米，內裝有大約110-120克三硝基甲苯（TNT）炸藥，連UZRGM引信及雷管共重400克（同為蘇聯設計的RG-41、RGD-5及F1手榴彈亦有採用引信，這種引信的引爆時間為3.2至4秒）。在彈體內部沿著外壳鋪設了一條捲成四到六層薄鋼帶，其上有用於形成破片的预制凹口。儲存或運輸手榴彈時，手榴彈裝藥本身是安全的。僅因引信雷管爆炸而爆炸。外壳涂漆为深绿色或者卡其色。戰鬥手榴彈被漆成綠色（從卡其色到深綠色）。訓練手榴彈和模擬手榴彈被漆成黑色。此外，訓練模擬手榴彈底部有一個洞。並且在訓練模擬中，止逆環和壓力桿下部被漆成紅色。
該手榴彈大約可以投擲到35-40米的距離左右，在引爆 RG-42 型榴弹时，最多可形成1000个碎片，杀伤半径可达 15-20 米，单个碎片的散布半径可达 25 米。弹片破坏面积为 30 平方米。
- 重量：400公克。
- 手榴彈長度：121毫米。
- 手榴彈直徑：54毫米。
- 彈片損壞距離：20 - 25 m。
- 投擲手榴彈的平均距離：35 - 40 m。
- 装药量：110 - 120 克。
- 爆炸延遲時間：3.2-4秒。

RG-42手榴彈裝在木箱包装箱中，每箱20枚。UZRGM-2引信分別存放在同一個盒子中的兩個密封金屬罐中，每罐10個。整个包装箱的重量是16公斤。

### 工作原理
当拉开保险帽时，点火装置（击发装置）不会被触发，因为扳机杆的叉子位于击发装置的环形凹槽内，并将其（击发装置）牢牢地固定在最高位置。抛枪时，扳机杆从手的手指压力下松开，其叉子从撞针的环形凹槽中脱出。在击发弹簧的作用下，撞针撞击引火物并将其点燃。引信点火器发出的火光点燃了引信的远端部分，并在 3.2-4 秒内穿过引信，传到雷管引信，雷管引信爆炸，引爆了手榴弹的炸药。榴弹体爆炸，碎片四散飞溅。

### 使用方法
1. 手握手榴弹，使保险杆紧贴弹壳；
2. 松开保险销卡；
3. 将保险销从引信上拔出，然后将手榴弹投向目标。

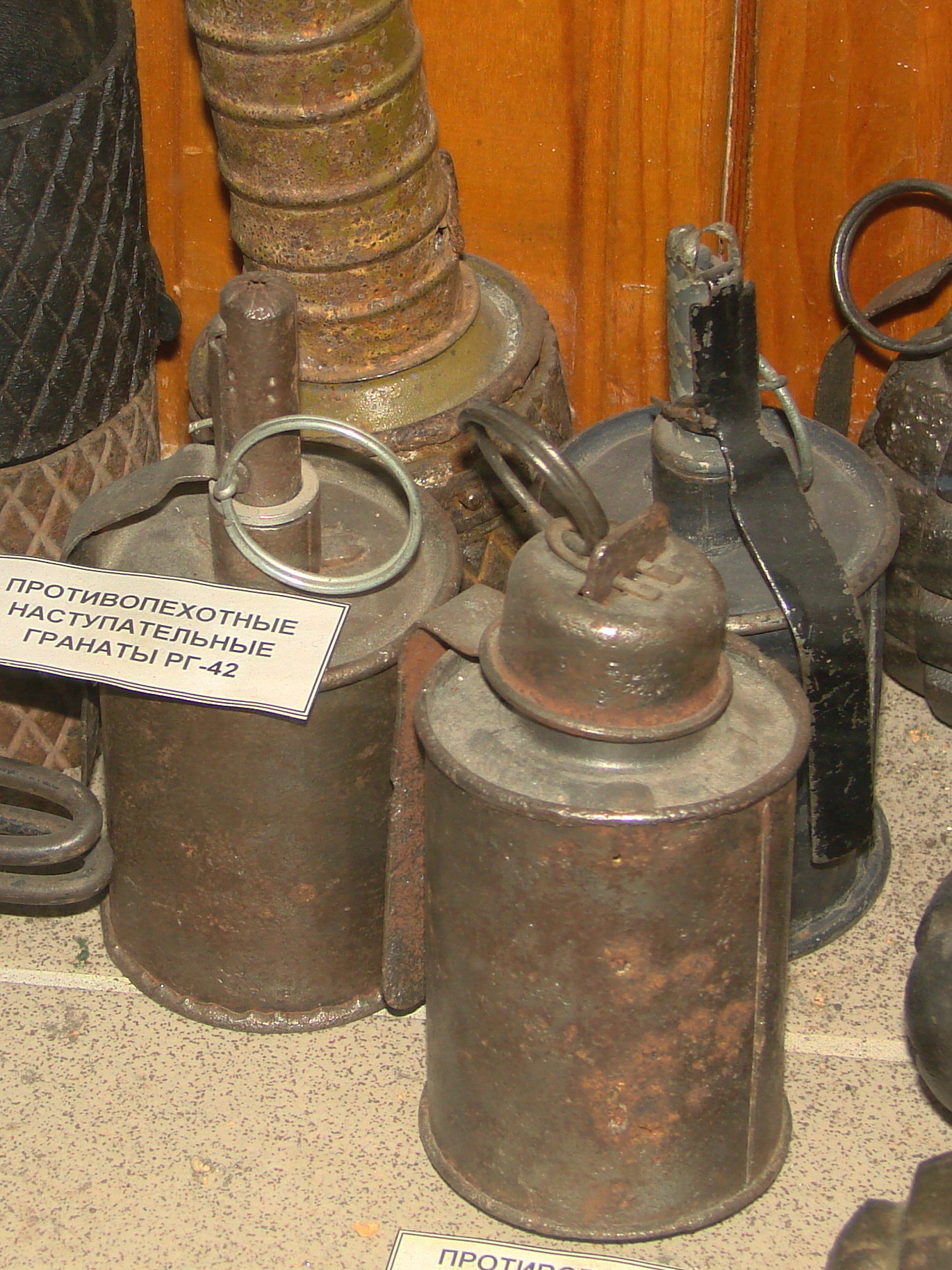
RG-42

## 变体
- 中华人民共和国的攻防-42型手榴弹，为该型手榴弹的中国仿制型号。

## 使用国家
- 苏联
- 越南
- 东德
- 波蘭
- 乌克兰
- 南斯拉夫社會主義聯邦共和國
- 保加利亞人民共和國
- 黎巴嫩

## 參看
- F1手榴彈
- RGD-5手榴彈